# Décret relatif à la gestion budgétaire et comptable publique
Lire en ligne

Lire sur Légifrance

Le décret relatif à la gestion budgétaire et comptable publique est un texte établi par le décret no 2012-1246 du 7 novembre 2012, qui décrit les procédures de gestion des deniers publics et des deniers privés réglementés dans l'administration française.  
Il réglemente la comptabilité publique applicable à l'État, aux établissements publics et aux collectivités territoriales. Il consacre le principe de séparation des ordonnateurs et des comptables.
Il prend la suite du règlement général sur la comptabilité publique. 

## Historique
Après un premier texte sur la comptabilité publique établi par l'ordonnance du 14 septembre 1822, le premier « règlement général sur la comptabilité publique » a été institué par l'ordonnance du 31 mai 1838, lequel a été remplacé par le décret du 31 mai 1862. Ce dernier a été en vigueur pendant cent ans et quelques mois. Les « règlements généraux » de 1838 et de 1862 étaient très longs (883 articles pour celui de 1862), dans la mesure où ils comprenaient tous les textes relatifs à l'adoption du budget de l'État (l'équivalent de l'actuelle loi organique relative aux lois de finances) ainsi que tous les textes relatifs à la Cour des comptes. 
Le texte de 1862 a été remplacé par le décret no n°62-1587 portant règlement général sur la comptabilité publique, signé par le Premier ministre français Georges Pompidou le 29 décembre 1962. À la suite de différents changements, et notamment à l'adoption en 2001 de la nouvelle loi organique relative aux lois de finances, il a été créé en décembre 2009 au sein de la Direction générale des Finances publiques une « mission de révision du règlement général sur la comptabilité publique ». 
Les travaux de cette mission aboutissent à la promulgation, par le Président de la République François Hollande d'un nouveau règlement, le 7 novembre 2012. Ce nouveau règlement codifie également les dispositions relatives au contrôle budgétaire. 

## Principe
Le règlement s'applique, sauf exception, à chacune des administrations publiques françaises, au sens du droit de l'Union européenne, ainsi qu'à certaines autres personnes morales de droit public.
Il applique les principes budgétaires, notamment ceux de légalité et d'annualité budgétaire.
Dans le cadre de l'État, le budget, adopté annuellement par le Parlement, est l'acte par lequel sont prévues et autorisées les recettes et les dépenses (art. 7). L'encaissement d'une recette comme le décaissement d'une dépense doit se faire dans le cadre de l'autorisation parlementaire. Ce cadre a été récemment modifié par la nouvelle loi organique relative aux lois de finances.
Chaque acte d'exécution du budget (en recette ou en dépense) doit se conformer à la procédure prévue par le règlement général sur la comptabilité publique.
Celui-ci, dans un souci de protection des deniers publics, définit un strict découplage de la procédure en deux phases :
- l'ordonnancement, au cours de laquelle seul l'ordonnateur est compétent
- l'exécution comptable, au cours de laquelle seul le comptable est compétent.

Cela signifie que le comptable n'est pas que le scribe qui enregistre en comptabilité les décisions des ordonnateurs et qui manie les fonds. Il ne procèdera à l'exécution comptable qu'après avoir réalisé un contrôle de régularité de la dépense ou de la recette.

## Phase d'ordonnancement
« Les ordonnateurs prescrivent l'exécution des recettes et des dépenses » (art. 10) « [Ils] constatent les droits et les obligations, liquident les recettes et émettent les ordres de recouvrer. Ils engagent, liquident et ordonnancent les dépenses. » (art. 11). 

## Phase d'exécution comptable
Les comptables sont chargés (art. 18) :
- de la prise en charge et du recouvrement des ordres de recettes
- du paiement des dépenses
- du maniement des fonds
- de la conservation des pièces justificatives des opérations
- de la tenue de la comptabilité.

## Contrôle de régularité
Le comptable ne peut procéder aux opérations de recouvrement et de paiement qu'après avoir réalisé le contrôle de régularité prévu à l'article 19.
Ce contrôle n'est pas un contrôle d'opportunité de la dépense ou de la recette.
Il vise à prévenir tout détournement des fonds publics : il instaure un principe de méfiance.
C'est pourquoi : « Les fonctions d'ordonnateur et de comptable public sont incompatibles ». De même, « les conjoints des ordonnateurs (...) ne peuvent être comptables des personnes morales auprès desquelles ces ordonnateurs exercent leurs fonctions » (art. 9).

## Responsabilité et sanction
Le comptable est responsable personnellement et pécuniairement (art. 17) de la bonne tenue des opérations qui lui incombent.